# Synidotea marplatensis
Synidotea marplatensis là một loài chân đều trong họ Idoteidae. Loài này được Giambiagi miêu tả khoa học năm 1922.